# Shadow the Hedgehog
Shadow the Hedgehog (シャドウ・ザ・ヘッジホッグ?, Shadō za Hejjihoggu) è un personaggio immaginario primario appartenente alla serie di videogiochi a piattaforme Sonic the Hedgehog, introdotto per la prima volta come antagonista principale nel gioco Sonic Adventure 2 (2001) per Sega Dreamcast. È inizialmente apparso come rivale di Sonic; successivamente rimarrà un personaggio neutrale e dal carattere chiuso, ma nonostante ciò, aiuterà Sonic e i suoi amici quando ne avranno bisogno.
Shadow è un riccio nero e rosso immortale, creato 50 anni prima degli eventi principali della serie dal professor Gerald Robotnik (nonno dell'antagonista Dr. Eggman) sfruttando il sangue del malvagio alieno Black Doom. Dopo aver assistito all'omicidio della sua migliore amica Maria (nipote di Gerald e cugina di Eggman), Shadow cercherà di distruggere la Terra, missione affidatagli dal professore come vendetta contro l'umanità. Tuttavia, alla fine si schiera dalla parte di Sonic per salvare la Terra grazie ad un ritrovato ricordo di Maria in cui le promise di proteggere il mondo e i suoi abitanti da ogni pericolo. Shadow è raffigurato come un antieroe arguto, serio, taciturno, scaltro, freddo, cinico, violento, distaccato, privo di senso dell'umorismo, misantropo e quasi solitario; pur avendo buone intenzioni, fa di tutto pur di raggiungere i suoi obiettivi, mettendolo in contrasto con il protagonista Sonic. Shadow condivide molte abilità di Sonic, ma si distingue per l'utilizzo di veicoli e armi da fuoco.
L'idea di Shadow nacque durante lo sviluppo dell'originale Sonic Adventure nel 1998, quando Sonic Team decise di realizzare un rivale di Sonic per un potenziale sequel. Yuji Uekawa venne incaricato di realizzare il design definitivo del personaggio, mentre il game designer Takashi Iizuka si avvicinò all'idea di utilizzare un'oscura figura con il ruolo di antieroe, simile a Sonic in aspetto e caratteristiche, ma non nella personalità. Nonostante venne concepito per compiere un'unica apparizione, Shadow ottenne un miglior successo e una grande popolarità tra i fan, permettendo così a Sonic Team di farlo tornare nel prossimo gioco Sonic Heroes del 2003. Da allora il personaggio è apparso in numerosi capitoli del franchise, oltre ad essere protagonista assoluto dei videogiochi spin-off a lui dedicati Shadow the Hedgehog (2005) e Shadow Generations (2024), con il primo dei due che svela il suo oscuro e misterioso passato. Appare anche in alcune serie televisive animate, fumetti, film e merchandise della serie.

## Descrizione

### Creazione e sviluppo
Dopo il successo riscontrato da Sonic Adventure, Sonic Team cominciò a sviluppare un sequel, sperando di ottenere un risultato ancora migliore come avvenuto precedentemente con Sonic the Hedgehog 2 su Sega Mega Drive, ma questa volta la piattaforma sarebbe stata il Dreamcast, così parte del team di sviluppo fu inviato a lavorare presso Sega of America. Qui il lavoro fu guidato dal direttore Takashi Iizuka, mentre Yūji Naka rimase in Giappone per lavorare ad altri progetti, tra cui Phantasy Star Online. Con il gruppo riunito, gli sviluppatori iniziarono a pensare ad alcune idee fattibili per il nuovo videogioco, ed una di queste fu quella di avere come tema principale la dicotomia tra bene e male e per venire incontro a ciò furono ideati dei nuovi personaggi che avrebbero dovuto assistere il Dr. Eggman nella sua sfida contro gli eroi.
Sebbene a Yuji Uekawa fu assegnato il compito di disegnare il design finale del personaggio, fu Takashi Iizuka a proporre l'idea di Shadow, decidendo di utilizzare una figura scura e antieroica, simile a Sonic nell'aspetto, ma non nella personalità. Shiro Maekawa fu il responsabile del concetto definitivo del suo design.
Durante questa fase di sviluppo, fu concepito originariamente con il nome di Terios, traducibile in "riflesso di", in modo molto simile al ruolo che avrebbe ricoperto nella dinamica eroe/antieroe nel corso del gioco.
A seguito dell'annuncio di Sonic Adventure 2, l'identità e la natura di Shadow furono entrambe celate alla stampa videoludica. La prima occasione in cui fu mostrato pubblicato fu nel primo trailer del gioco, dove però non venne rivelato il suo nome. GameSpot descrisse il poco materiale visibile nel suddetto video definendolo un Anti-Sonic - simile nell'aspetto, ma con una pelle più scura, occhi più angolati, e uno spaventoso sguardo torvo invece del sorriso di Sonic".
Dopo la sua presunta morte al termine di Sonic Adventure 2, un grandissimo numero di fan voleva che questi apparisse in altri giochi della serie, non contenti del fatto che fosse deceduto. Questo permise a Takashi Iizuka di inserire Shadow come personaggio giocabile in Sonic Heroes e di renderlo protagonista di un gioco tutto suo, Shadow the Hedgehog. In effetti lo stesso Iizuka volle mantenere il mistero su Shadow in modo da fornire spiegazioni sulla sua vita passata all'interno del capitolo che lo vedeva protagonista. Durante la realizzazione del videogioco Shadow the Hedgehog vi furono alcuni problemi legati al fatto di vedere un personaggio di Sonic utilizzare delle armi, cosa che avevano chiesto alcuni fan tramite email, tuttavia Naka credette che ciò poteva essere lo stesso una buona idea, in modo da distinguere maggiormente la sua identità da quella di Sonic. Nello sviluppo dell'ambietazione del gioco omonimo, Sonic Team venne inoltre influenzato da film come Underworld, Constantine e Terminator.

### Aspetto
Shadow è stato creato dal professor Gerald Robotnik, nonno del Dr. Eggman, e dall'alieno Black Doom, il quale ha donato il suo sangue per completare il progetto, rendendo perciò Shadow un ibrido tra un riccio antropomorfo e un Black Arms, la razza aliena di Black Doom; da qui deriva il suo pelo nero con strisce rosse, mentre sul petto ha un folto ciuffo di pelo bianco. Come abbigliamento Shadow indossa scarpe a razzo, guanti e 4 anelli dorati a polsi e caviglie, chiamati "anelli inibitori", che limitano il suo potere. Le condizioni in cui è stato creato gli consentono di non invecchiare mai.

### Poteri e abilità

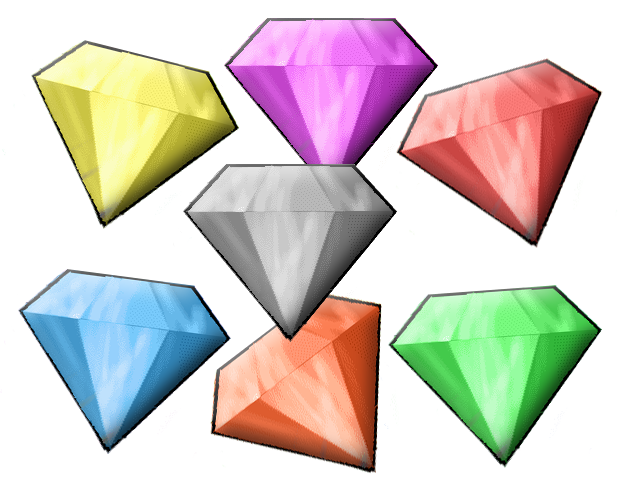
I sette Chaos Emerald. Shadow è in grado di effettuare la maggior parte delle sue mosse grazie all'utilizzo di una sola di queste gemme.

Come Sonic, Shadow può raggiungere lo stadio Super e diventare così Super Shadow (スーパーシャドウ?, Sūpā Shadō) con i 7 Chaos Emerald. Le sue scarpe sfruttano la sua stessa energia e i suoi bracciali simili ad anelli contengono un minerale che fa da tappo ai suoi poteri. Una volta rimossi gli anelli ai polsi, la potenza di Shadow aumenta, permettendogli di eseguire una fiammata (Chaos Dash), mentre se vengono rimossi anche quelli alle caviglie, il riccio può combattere al massimo del suo potere. Ha più o meno le stesse caratteristiche e anche la stessa velocità di Sonic (con la differenza che forse Sonic è leggermente più veloce mentre Shadow è più forte). Inoltre è in grado di utilizzare il Chaos Control (Controllo Chaos in italiano) e l'unico a saper usare la Chaos Spear (Lancia del Chaos in italiano). Di solito sta da solo, ma qualche volta lavora come agente della G.U.N. e in queste occasioni si ritrova spesso in compagnia di Rouge e Omega. A volte si sposta con la Motoscura (Dark Rider), la sua chopper personale.
Essendo stato creato come la "forma di vita definitiva", Shadow è uno dei personaggi più potenti di tutto il franchise di Sonic the Hedgehog. I suoi poteri, conosciuti come il "dominio del Chaos", sono praticamente illimitati ed uno dei più importanti è il teletrasporto. Shadow è agile, atletico, molto forte (anche se quest'ultima è sempre una conseguenza del Chaos) ed è veloce più o meno quanto Sonic. È inoltre immortale in quanto il suo DNA potenziato dal Chaos gli fornisce energia vitale infinita.
Di seguito le mosse di Shadow:
- Il Chaos Control (カオスコントロール?, Kaosu Kontorōru) è una tecnica che manipola spazio e tempo e a differenza di Sonic, può eseguirla usando anche un solo Chaos Emerald.[28] Viene usato come attacco speciale in Sonic Heroes (dove fa parte del "Team Blast"[26][27]) e in Shadow the Hedgehog[9]. In quest'ultimo, ci sono 2 tipi di Chaos Control e quando viene usato lo schermo assume un effetto negativo: nei livelli normali è una specie di teletrasporto che fa scattare in avanti automaticamente mentre contro i boss rallenta il tempo e di conseguenza, anche il nemico.[9] Nell'edizione italiana dei videogiochi da Sonic Generations a Sonic Forces, viene chiamato Controllo Caos, traduzione impiegata anche nell'edizione del 2012 di Sonic Adventure 2[N 2] (dove si può usare come attacco speciale con 60 anelli nella modalità multigiocatore); con l'uscita di Shadow Generations, è stato rimesso il nome Chaos Control[31], già usato nel doppiaggio italiano di Sonic X e Sonic Prime. Se in Shadow Generations viene attivato vicino a una speciale sfera luminosa verde, si può usare lo "Scatto del Chaos" (Chaos Dash), che funziona come il teletrasporto nei livelli normali di Shadow the Hedgehog.
- La Lancia del Chaos (カオススピア?, Kaosu Supia, Chaos Spear in inglese) è un attacco che evoca lance di energia e materia in grado di stordire nemici e distruggere oggetti fragili. Viene utilizzato come attacco speciale in Sonic Adventure 2 (solo nella modalità multigiocatore con 40 anelli) e come attacco normale in Shadow the Hedgehog (durante il combattimento finale) e in Sonic the Hedgehog. Il nome italiano viene usato nei videogiochi a partire da Sonic Generations; in Sonic 06, viene erroneamente chiamata "Chaos spina"[32] mentre in Sonic Chronicles è tradotta in "Saetta Chaos".
- L'Esplosione del Chaos (カオスブラスト?, Kaosu Burasuto, "Chaos Blast") è una specie di bomba che esplode dentro Shadow quando è arrabbiato.[33] Viene usato come attacco speciale in Shadow the Hedgehog (dove ha un raggio esplosivo di 20m[9]) e come potenziamento di livello 3 del Chaos Turbo in Sonic the Hedgehog (dove ha un raggio esplosivo di 10m). Nell'edizione italiana di Sonic 06 viene chiamata Distruzione, in Sonic Generations invece Colpo Chaos. Il nome attuale è stato introdotto in Sonic Boom: L'ascesa di Lyric.
- Il Chaos turbo (カオスブースト?, Kaosu Būsuto) è un'abilità che potenzia Shadow e gli permette di imparare nuove mosse. Viene usato come attacco speciale in Sonic the Hedgehog.[32]
- Il Chaos plus (カオススナップ?, Kaosu Sunappu, "Chaos Snap") è un attacco simile al Chaos Control che permette a Shadow di attaccare i nemici materializzandosi improvvisamente davanti a loro (al posto dell'attacco a ricerca). Viene usato come potenziamento di livello 1 del Chaos turbo in Sonic the Hedgehog e si attiva dopo aver sconfitto un nemico, nel caso servano più colpi.[32] Riappare in Shadow Generations e funziona come il normale attacco a ricerca quando si aggancia un nemico. A differenza del Chaos Control non richiede l'uso di uno smeraldo ed è quindi più debole di esso.
- La Chaos lancia (カオスランス?, Kaosu Ransu, "Chaos Lance") è un potenziamento molto utile della Lancia del Chaos che non solo blocca i nemici, ma gli arreca danno. Viene usato come potenziamento di livello 2 del Chaos Turbo in Sonic the Hedgehog.[32]

Nei giochi Shadow the Hedgehog e in Sonic the Hedgehog, Shadow fa spesso uso di armi da fuoco e di speciali veicoli (è l'unico personaggio del gioco ad usare le armi e i veicoli).

### Doppiaggio

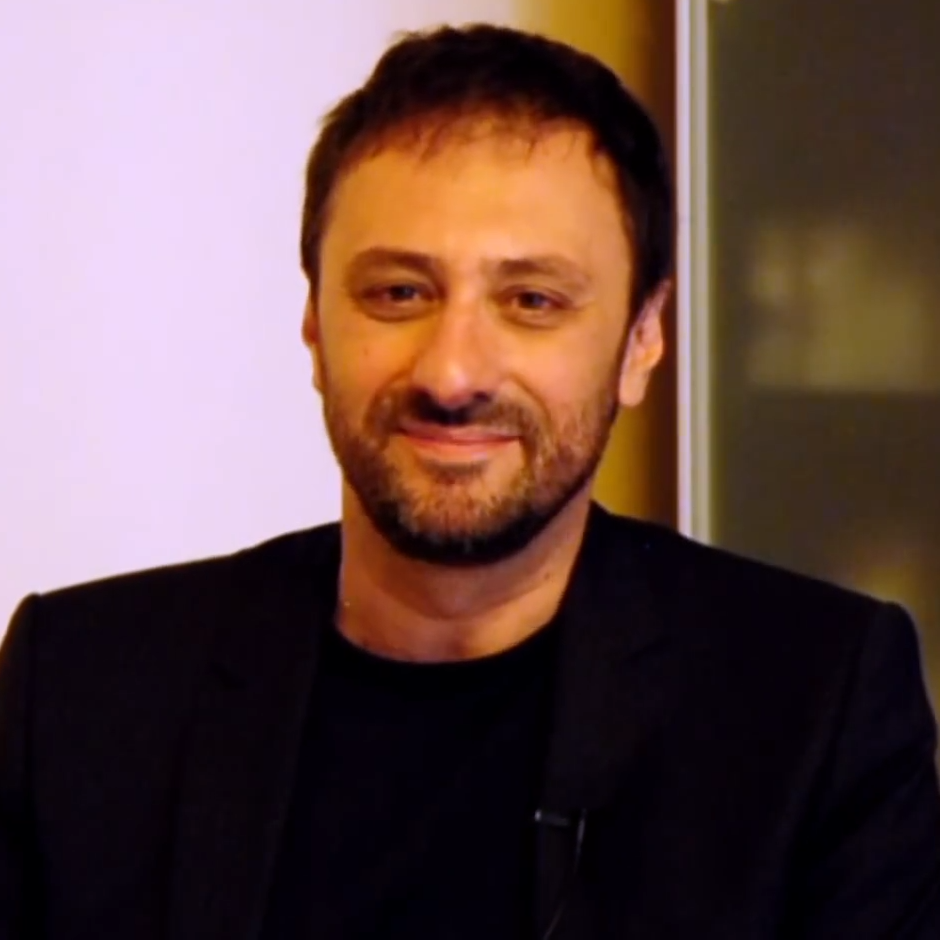
Claudio Moneta, doppiatore italiano di Shadow nei videogiochi dal 2014, Sonic Prime e Sonic 3 - Il film

Fin dalla sua prima apparizione in Sonic Adventure 2 nel 2001, Shadow viene doppiato in giapponese dal seiyū Kōji Yusa che ha doppiato il personaggio anche nell'anime Sonic X, nelle serie animate Sonic Boom e Sonic Prime e che tuttora ricopre il ruolo. Nelle versioni americane dei videogiochi a prestargli la voce si sono susseguiti David Humphrey in Sonic Adventure 2, Sonic Heroes, Sonic Battle e Sega Superstars, Jason Griffith da Shadow the Hedgehog a Sonic & SEGA All-Stars Racing e in Sonic X mentre Kirk Thornton lo doppia da Sonic Colours in poi e in Sonic Boom. In Sonic Prime invece è doppiato da Ian Hanlin. In Sonic - Il film 3 è doppiato da Keanu Reeves.
Shadow è doppiato in italiano da Riccardo Lombardo in Sonic Generations nelle scene d'intermezzo e nella versione per Nintendo 3DS e da Maurizio Merluzzo nella battaglia boss nel medesimo gioco nelle edizioni per console e PC. Lo stesso Lombardo ha prestato nuovamente la propria voce al personaggio anche in Super Smash Bros. for Nintendo 3DS e Wii U e Super Smash Bros. Ultimate. Claudio Moneta ha invece doppiato Shadow in Mario & Sonic ai Giochi Olimpici Invernali di Sochi 2014 per poi tornare in Sonic Boom: Frammenti di cristallo e Sonic Boom: L'ascesa di Lyric e divenire la voce ufficiale a partire da Sonic Forces, oltre che nella serie animata Sonic Prime e nel film Sonic 3 - Il film. In LEGO Dimensions è stato interpretato da Andrea Failla, in Sonic X da Fabrizio Vidale ed infine nella serie animata Sonic Boom da Daniele Raffaeli.

## Apparizioni

### Videogiochi

#### Anni 2000
Shadow compie il suo esordio in Sonic Adventure 2. Cinquant'anni prima degli eventi del gioco, il personaggio venne creato dal Professor Gerald Robotnik (nonno del Dottor Eggman) sulla colonia spaziale ARK, come parte di un progetto di ricerca dell'immortalità per curare la giovane nipote Maria Robotnik (cugina di Eggman), tristemente malata di neuro-immunodeficienza. Shadow strinse un profondo legame di amicizia con Maria, che tuttavia durò poco tempo a causa dell'irruzione dell'organizzazione governativa nota come G.U.N., la quale, temendo gli studi di Gerald, invase la colonia per impossessarsi di Shadow, arrestando lo scienziato e uccidendo tutti i ricercatori. Maria riuscì a salvare Shadow spedendolo sulla Terra all'interno di una capsula, prima di venire uccisa dai soldati. Gerald fu portato nella base militare Prison Island insieme alla capsula di Shadow, in modo fargli continuare le ricerche sotto il controllo dell'esercito. Tuttavia lo scienziato, ormai impazzito per il dolore della drammatica vicenda che gli ha "portato via tutto", progettò la propria vendetta contro l'umanità: un programma che se attivato tramite gli Smeraldi del Caos (Chaos Emeralds) avrebbe causato la caduta della colonia spaziale ARK sulla Terra, provocandone la distruzione. Lo scienziato arrivò così a fare il lavaggio del cervello a Shadow, in modo da fargli compiere la sua vendetta una volta risvegliato. Gerald venne successivamente incarcerato e giustiziato, poiché ormai considerato un pericolo, e il riccio venne lasciato in animazione sospesa su Prison Island per anni.
50 anni dopo, Shadow viene risvegliato dal Dr. Eggman, infiltratosi a Prison Island per cercare un'"arma". Il riccio da mostra delle sue capacità abbattendo un mech dell'esercito. Molto grato ad Eggman per averlo liberato, Shadow decide di aiutarlo nella conquista del mondo, a patto che lo scienziato raduni per lui tutti e sette gli Smeraldi del Caos e li porti alla colonia spaziale ARK. Eggman, seppur ancora incredulo, accetta la condizione. Shadow si mette quindi a cercare gli smeraldi per perpetrare segretamente quello che aveva promesso per l'umanità alla sua defunta amica: vendetta. Shadow incontra il suo nuovo nemico, Sonic the Hedgehog, al quale mostra le potenzialità del suo Chaos Control, potere di manipolare spazio e tempo per mezzo di uno degli Smeraldi, prima di scomparire. Raggiunge il dottore nella colonia spaziale ARK, e gli rivela l'esistenza del Eclipse Cannon, un'arma alimentata dagli Smeraldi del Caos, che può distruggere il mondo. Con gli smeraldi in possesso, lo scienziato annuncia la sua imminente conquista del mondo alla nazione e distrugge la Luna come dimostrazione, dando infine un ultimatum di ventiquattr'ore ai terrestri.
Quando Eggman ottiene tutti gli Smeraldi del Caos è pronto a sparare con l'Eclipse Cannon verso la Terra, quando, all'improvviso, i sistemi della colonia si bloccano, e sullo schermo del computer centrale e sugli schermi giganti della città appare l'immagine di suo nonno Gerald, incatenato ad una sedia poco prima di essere giustiziato. Con il video trasmesso ed un ulteriore disco contenente il diario di Gerald, tutti vengono messi al corrente del piano del professore, il quale annuncia che chiunque riattiverà il cannone con gli smeraldi causerà la caduta dell'intera colonia sulla Terra, provocandone la distruzione e infliggendo così agli umani la tanto bramata vendetta. Amy Rose in una delle stanze della colonia abbandonata trova per caso Shadow, mentre contempla la colonia in imminente impatto con la Terra. Amy cerca di convincerlo ad aiutare lei e gli altri e gli spiega che, sebbene alcuni umani siano egoisti e crudeli, non tutti sono malvagi, e gran parte di loro è fondamentalmente buona e combatte perché i loro sogni siano realizzati. A un certo punto Shadow riporta alla mente le ultime parole di Maria, la promessa che gli aveva chiesto di mantenere: permettere alle persone di essere felici e di inseguire i loro sogni. Shadow capisce così di aver sbagliato e si reca ad aiutare Sonic e gli altri. Il Biolizard (il prototipo della forma di vita definitiva) si risveglia e trascina la colonia spaziale ARK verso la Terra. Così, Sonic e Shadow usano il potere degli smeraldi per trasformarsi in Super Sonic e Super Shadow e sconfiggere così il nemico. Con un potente Chaos Control, riescono a fermare la caduta della stazione spaziale e a teletrasportarla in un'orbita stabile. Nel processo, tuttavia, Shadow esaurisce le energie e precipita sulla Terra, apparentemente verso la propria morte, ma contento di aver adempiuto alla sua promessa per la dolcissima Maria.
In Sonic Heroes, ambientato diversi mesi dopo gli avvenimenti di Sonic Adventure 2, Shadow è un personaggio giocabile di tipo Speed e membro del Team Dark. Rouge the Bat, infiltratasi nella base di Eggman in cerca di pietre preziose, scopre che la base è abbandonata, ma, con sua sorpresa, trova una capsula contenente Shadow, ancora vivo. Così, Rouge ripristina l'energia della base risvegliando Shadow, ma al contempo attiva Omega, un robot disattivato da Eggman. Dopo aver compreso che Shadow soffre di amnesia ed il motivo del rancore di Omega, i tre formano una squadra per rintracciare Eggman. Durante il viaggio riusciranno più volte ad affrontarlo e sconfiggerlo senza riuscire mai a catturarlo e parteciperanno anche a due scontri in momenti distinti contro il Team Chaotix e il Team Sonic. Arrivati a Final Fortress distruggono Egg Emperor, un gigantesco robot armato di lancia e scudo, controllato dallo scienziato, dopodiché si separeranno momentaneamente e Rouge si reca all'interno di una stanza che scopre poco dopo essere piena di androidi con le sembianze di Shadow. Questo le lascia il dubbio se Shadow sia l'originale o un clone robotico; prima di andarsene amareggiata viene raggiunta da Omega, che per consolarla afferma che l'originale deve trovarsi da qualche parte. Nell'ultima storia partecipa assieme al proprio team per indebolire Neo Metal Sonic trasformato in Metal Madness, fornendo così il tempo necessario al Team Sonic di trasformarsi e sconfiggerlo.
In Shadow the Hedgehog, il protagonista, ancora privo dei ricordi sul suo passato, assiste all'arrivo sulla terra dei Black Arms, misterioso esercito di alieni originari della cometa Black Comet, i quali iniziano a radere al suolo tutto ciò che incontrano. Il loro capo, Black Doom, appare davanti a Shadow, dicendogli di portargli i sette Smeraldi del Caos "come promesso". Shadow, non capendo il significato di tale frase, intuisce che per trovare le risposte sul suo passato deve cercare gli Smeraldi del Caos. Dopo che il riccio ha raccolto tutti gli smeraldi, Black Doom se ne impadronisce e svela a Shadow di essere il suo padre biologico, in quanto venne creato da Gerald Robotnik utilizzando il suo sangue. Il professore fece a Black Doom la promessa di far recuperare a Shadow tutti e sette gli Smeraldi del Caos e donarglieli come degna ricompensa per averlo aiutato a creare la forma di vita suprema. Black Doom utilizza il Chaos Control spostando la cometa Black Comet sulla Terra e immobilizza Sonic e i suoi amici. Shadow raggiunge Black Doom e finalmente si presenta come colui che lo sconfiggerà per sempre. Allora Black Doom decide di mostrare la sua forma potenziata (conosciuta come il Devil Doom) e Shadow si trasforma in Super Shadow sconfiggendo Black Doom. Infine, con il Chaos Control, teletrasporta Black Comet nello spazio dove verrà distrutta dall'Eclipse Cannon. Alla fine, Shadow deciderà di rimanere nell'ARK, mettendo finalmente una pietra sul suo passato. Inoltre, se la battaglia finale si protrae oltre gli otto minuti, Eggman rivela che il personaggio non è un androide come precedentemente sospettato, ma lo Shadow originale, in quanto lui stesso lo salvò con un robot mentre stava precipitando sulla Terra al termine di Sonic Adventure 2, portandolo nel suo laboratorio e dai suoi dati creò dei cloni androidi.
In Sonic the Hedgehog, Rouge viene incaricata dalla G.U.N. di ritrovare un antico reperto, lo Scettro dell'Oscurità, ma Rouge si mette nei guai e viene Shadow in suo aiuto. Quando Rouge e Shadow trovano lo scettro scoprono che anche Eggman vuole impossessarsene; durante la battaglia con i robot di Eggman, lo scettro cade, liberando Mephiles, un'entità oscura, nata dall'incidente del Progetto Solaris, che prende la forma di Shadow, fondendosi con l'ombra di quest'ultimo. Mephiles ha l'abilità di viaggiare nel tempo, ma sarà sconfitto da Super Sonic, Super Shadow e Super Silver dopo essersi fuso con Iblis, trasformandosi in Solaris.
In Sonic Rivals, Shadow riceve una strana richiesta d'aiuto dal Dr. Eggman. Shadow riesce a trovare il luogo da cui era stato spedito il messaggio e scopre che lo scienziato è stato fatto prigioniero da Eggman Nega. Durante la modalità storia, con l'aiuto di Rouge, Shadow scoprirà che Eggman Nega viene dal futuro ed è un discendente di Eggman, tornato nel passato per distruggere Eggman, che ritiene la rovina della sua famiglia perché non è riuscito a sconfiggere Sonic. Intanto, dal futuro, ritorna anche Silver per aiutare Shadow a sconfiggere Eggman Nega. Insieme riusciranno a batterlo ed a liberare Eggman.
In Sonic Rivals 2, Shadow incontra Metal Sonic, inviato da Eggman, chiedendo aiuto. Prima di domandargli perché questi avesse bisogno di aiuto, Metal Sonic trova Silver ed Espio. Curioso di sapere perché Silver è tornato nel presente, lo segue, mentre Metal Sonic segue Espio. Dopo questo incontro, dimenticandosi della richiesta d'aiuto di Eggman, Shadow continua ad aiutare Metal Sonic. Infine scopre che Eggman Nega è tornato per liberare l'Ifrit con i sette gli Smeraldi del Caos. Lui e metal Sonic entrano nella Zona Caos Inferno per chiudere il portale d'accesso all'Ifrit. Eggman Nega gli manda contro la sua ultima invenzione, Metal Sonic versione 3.0. Dopo averlo sconfitto. Shadow e Metal Sonic rimangono intrappolati nella Zona Caos Inferno. Metal Sonic a quel punto rivela a Shadow di possedere uno Smeraldo del Caos e Shadow usa il Chaos Control per fuggire da quella dimensione.
In Sonic Chronicles: La Fratellanza Oscura partirà alla ricerca di Omega, scomparso misteriosamente nella sua missione di distruggere alcuni robot di Eggman, e potrà essere affrontato da Sonic e compagni in due occasioni, di cui una opzionale. In seguito deciderà di unirsi alla squadra per trovare l'amico Omega e combattere contro il clan Nocturnus. La sua classe nel gioco è Potere.

#### Anni 2010
In Sonic Colours, Shadow è un personaggio di supporto nella versione DS del gioco.
In Sonic Generations, Shadow è il secondo boss rivale da affrontare durante la modalità storia; in seguito compare durante lo scontro col Time Eater in cui sostiene Sonic Classico e Moderno, facendo sì che i due si trasformino in forma Super e battano il nemico.
Nello spin-off Sonic Boom: L'ascesa di Lyric, il noto antieroe è intento a sventare i piani della nuova minaccia chiamata Lyric the Last Ancient, una sorta di serpente meccanico intento a distruggere il mondo. Non è disposto ad allearsi col team di Sonic, tanto da scontrarsi con essi, ma sarà sconfitto da Sonic e Tails. Successivamente apparirà nuovamente durante il finale, pronto per una seconda battaglia, ma vedendo che Lyric è stato sconfitto dal team decide di ritirarsi. Nella versione 3DS, Sonic Boom: Frammenti di cristallo è invece divenuto schiavo del malvagio serpente Lyric grazie ad un dispositivo del controllo mentale, divenendo quindi amico-rivale dei protagonisti. Nella versione giapponese di questo gioco, il riccio nero possiede una voce robotica e metallizzata.
In Sonic Forces appare come contrapposizione a Sonic e alleato con Eggman insieme a Metal Sonic, Chaos, Zavok e il nuovo cattivo Infinite. Tuttavia, nel corso del gioco si scoprirà che egli era in realtà una "Replica" senza cuore e anima creata dallo stesso Infinite, con l'intento di spaventare il popolo in sottomissione; il vero Shadow, dopo aver sconfitto il suo clone, si unisce alla Resistenza. Nell'episodio DLC gratuito, il quale si svolge prima dell'inizio del gioco stesso, il Team Dark cerca di scoprire il grande piano del malvagio Dottor Eggman, finendo in una trappola che risulta nel potenziamento di Infinite da parte di quest'ultimo.

#### Anni 2020
Shadow torna come protagonista assoluto nel gioco Shadow Generations, uscito il 25 ottobre 2024 e ambientato contemporaneamente a Sonic Generations. Recatosi a bordo dell'ARK, il riccio nero viene spedito nello Spazio Bianco dal Time Eater ed è costretto a viaggiare nei dolorosi eventi del suo oscuro passato e affrontare di nuovo i nemici precedenti (tra cui il Biolizard, il Metal Overlord e Mephiles the Dark), oltre a contrastare l'inaspettato ritorno del suo vecchio nemico più temuto Black Doom che, sfruttando l'anomalia temporale, minaccia di rendere Shadow un suo servo o usare il suo corpo per resuscitare sé stesso e conquistare il mondo. Nel corso del gioco, Shadow ottiene nuovi poteri che usa per sconfiggere una volta per tutte il padre biologico e ripristinare parzialmente lo Spazio Bianco.

#### Altre apparizioni
Altre apparizioni secondarie del personaggio avvengono in Sega Superstars, Sonic Riders, Sonic e gli Anelli Segreti (esclusivamente nella modalità party), Mario & Sonic ai Giochi Olimpici, Sonic Riders: Zero Gravity, Sega Superstars Tennis, Mario & Sonic ai Giochi Olimpici Invernali, Sonic & SEGA All-Stars Racing, Sonic Free Riders, Mario & Sonic ai Giochi Olimpici di Londra 2012, Sonic & All-Stars Racing Transformed, Sonic Dash, Mario & Sonic ai Giochi Olimpici Invernali di Sochi 2014, Sonic Jump Fever, Sonic Runners, Mario & Sonic ai Giochi Olimpici di Rio 2016, SEGA Heroes, Team Sonic Racing, Mario & Sonic ai Giochi Olimpici di Tokyo 2020 e Sonic Racing: CrossWorlds come giocabile.
In LEGO Dimensions appare nel pacchetto Sonic the Hedgehog, come rivale in Sonic e il Cavaliere Nero (in tale gioco veste i panni di sir Lancillotto) e come assistente in Super Smash Bros. Brawl, Super Smash Bros. per Nintendo 3DS e Wii U e in Super Smash Bros. Ultimate.
In Sonic Pinball Party il suo nome appare nella lista dei partecipanti al torneo di flipper benché Sonic non lo incontri mai nella modalità storia e sarebbe dovuto apparire anche nel remake del 2012 di Sonic Jump, tuttavia fu scartato nella versione finale del gioco. Ha compiuto anche svariate apparizioni in giochi resi disponibili per i telefoni cellulari: Sonic Billiards, Sonic Bowling, Sonic Racing Shift Up, Sonic Darts, Shadow Shoot, Sonic Reversi Hyper, Speed DX, Sonic Speed DX e Sonic Dash Quiz.
Shadow ha inoltre compiuto svariati cameo in altri titoli come: Sega Rally Revo dove viene raffigurata una sua immagine su una vettura, Samurai & Dragons come una delle carte a tema Sonic, Puyopuyo!! Quest come antagonista assieme al Dr. Eggman durante l'evento Dr. Eggman Rush ed in seguito in una carta speciale in cui uno dei protagonisti porta un costume di Shadow e in Monster Gear: Burst dove è possibile ottenere un'armatura basata su Shadow oltre che le sue scarpe.
In Kotodaman è stato un personaggio giocabile tra fine maggio ed inizio giugno 2019 mentre in Monster Super League è apparso durante un evento speciale tenutosi nel luglio 2019 dove i giocatori avevano la possibilità di catturarlo ed in seguito utilizzarlo come astromostro nella propria squadra.

## In altri media

### Fumetti
Nella serie Sonic the Hedgehog, pubblicata da Archie Comics, Shadow è la forma di vita suprema creata dal professor Gerald Robotnik e il malvagio alieno Black Doom nella colonia spaziale ARK, diventato molto amico di Maria Robotnik. Dopo l'assalto delle truppe G.U.N. sulla colonia spaziale, Shadow viene rinchiuso in una capsula lanciata poi sulla Terra, lasciando Shadow dentro per cinquant'anni. Dopo che il genio malvagio Dottor Eggman lo risveglia, Shadow si allea con lui per distruggere il mondo vendicando Maria, che venne uccisa dai soldati della G.U.N., tuttavia, viene convinto da Sonic a passare dalla parte del bene e riesce a salvare l'ARK, che stava per precipitare sulla Terra, con Sonic, nello spazio, ma arriva allo stremo delle forze. Tuttavia, viene salvato dai Bem, una razza aliena, e dopo essere tornato sulla Terra, diventa un membro della G.U.N. con Rouge e Omega.
Nel manga 4 koma Dash & Spin: Chousoku Sonic è protagonista di una serie di brevi storie comiche assieme a Sonic, Tails, Knuckles, Amy, un Chao e il Dr. Eggman. Shadow compare anche nell'ultimo numero del fumetto Sonic X, in cui combatte contro Metal Sonic. Quest'ultimo fugge dallo scontro, per poi riscontrarsi col riccio nero, ma questo utilizza un Chaos Control e si teletrasporta nello spazio. Il resto è mostrato nella serie Sonic Universe, altra serie a fumetti della Archie, in cui Shadow sconfigge il clone robotico e torna sulla Terra con l'aiuto di Blaze the Cat e Marine the Raccoon. Ricompare ancora nella saga Shadow Fall in cui viene coinvolto da Eclipse.
Nella serie spin-off Sonic the Hedgehog edita da IDW Publishing, Shadow cerca il Dr. Eggman per impedirgli di pianificare nuovi contrattacchi contro il mondo. Tuttavia, Sonic finirà per difendere lo scienziato in quanto questi soffriva di amnesia e non poteva più nuocergli.

### Animazione
In Sonic X (2004-2006), il Dr. Eggman, impossessatosi di tutti e sette gli Smeraldi del Caos, crea il Chaos Control catapultando Sonic e i suoi amici sulla Terra. Mentre Eggman, accortosi di essere in un'altra dimensione, crea la propria base su un'isola ponendosi l'obiettivo di conquistare il mondo, Sonic sfugge dalla polizia finendo nella piscina di una villa. Christopher Thorndyke, il ricco bambino che abita nella villa, salva Sonic e lo ospita a casa sua, assieme ai suoi amici. Shadow appare nel corso della seconda stagione, dove viene risvegliato da Eggman all'interno di una base militare posta a Prison Island, dove questi riferisce allo scienziato che nella colonia spaziale ARK esiste il Cannone Eclissi che, alimentato dagli Smeraldi del Caos, può distruggere il mondo. Il resto degli eventi procede in modo quasi identico a quanto visto in Sonic Adventure 2. Dopo sei anni dal salvataggio del mondo e dal ritorno a casa di Sonic e i suoi amici, Christopher Thorndyke, ormai adulto, un giorno trova la frequenza dello Smeraldo Gigante (Master Emerald) arrivando nella dimensione dei suoi vecchi amici. A causa dello sbalzo temporale, Chris ritorna all'età di dodici anni. Così, Sonic e i suoi amici dovranno cercare e trovare tutti gli Smeraldi del Caos per riportare a casa il loro amico, anche se a sbarrar loro la strada ci saranno i Metarex, esseri con l'obiettivo di governare l'universo. Shadow sopravvive, anche se ritorna un po' smemorato, e si allea con Eggman. Shadow continuerà a cercare gli Smeraldi del Caos, ma alla fine dovrà lottare contro i malvagi Metarex. Nella battaglia finale, Dark Oak, Pale Bayleaf e Black Narcissus creano un massiccio campo di gravità intorno ad un uovo planetario (gemme che incarnano la forza vitale del pianeta da cui originano) pronto ad esplodere e spazzare via l'universo; Cosmo però si evolve sotto forma di albero e lo immobilizza. Così Sonic e Shadow, in forma Super, decidono di farsi lanciare da Tails col cannone principale contro di esso; dopodiché, Shadow fa perdere i sensi a Sonic con un pugno allo stomaco e con gesto eroico utilizza un Chaos Control per teletrasportare via l'uovo planetario e farlo esplodere il più lontano possibile, sacrificando la sua vita una seconda volta. Tuttavia, durante i titoli di coda dell'ultimo episodio nella versione giapponese, viene mostrata l'ombra di Shadow davanti alla tomba di Molly (una ragazza conosciuta negli episodi precedenti uccisa dai Metarex). Questo fa intuire chiaramente che in realtà il riccio nero è sopravvissuto.
Shadow è anche apparso in tre episodi della serie animata Sonic Boom (2014-2017) come personaggio neutrale. Specificamente nell'episodio 52 della prima stagione (intitolato Sonic contro Shadow) e negli episodi 51 e 52 della seconda stagione (intitolati Il videogioco di Eggman (prima parte) e Il videogioco di Eggman (seconda parte) - La fine del mondo).
Il personaggio appare nuovamente come terzo protagonista e antieroe nella serie animata su Netflix Sonic Prime (2022-2024), ambientata per la prima volta nel filone narrativo principale della serie videoludica.

### Serie live-action (Paramount)

#### Film

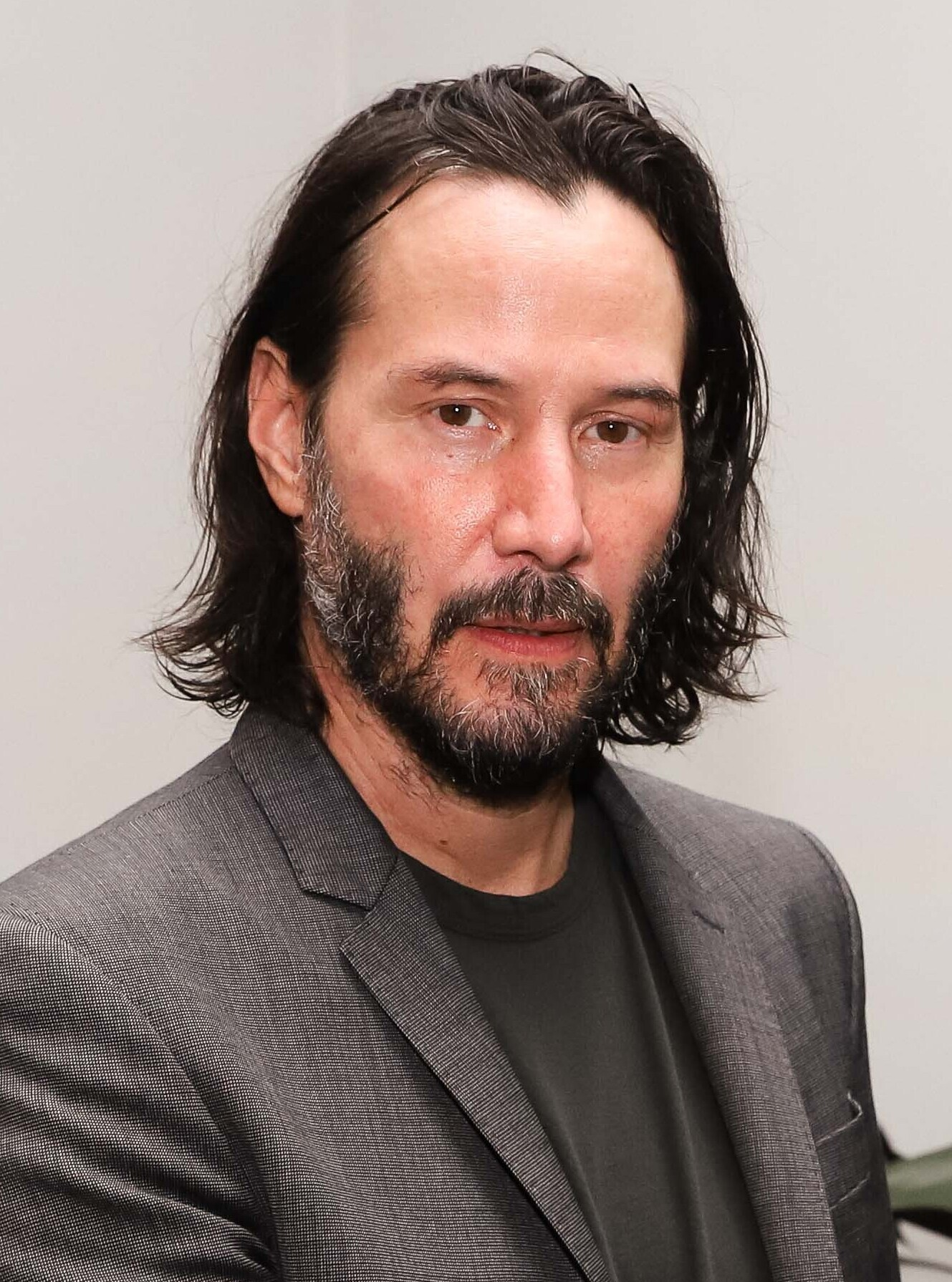
Keanu Reeves, doppiatore di Shadow nella serie live-action

Nel secondo adattamento cinematografico della serie, Sonic 2 - Il film (2022), Shadow fa una breve apparizione in cameo nella scena finale dopo i primi titoli di coda, nel quale si risveglia dopo cinquant'anni di ibernazione in una capsula.
Il regista Jeff Fowler, che in passato lavorò ai filmati dei videogiochi Sonic Adventure 2 e Shadow the Hedgehog, ha confermato che il personaggio sarebbe tornato nuovamente come antagonista secondario e antieroe nel terzo adattamento cinematografico della serie, Sonic 3 - Il film (2024). Nell'aprile dello stesso anno viene annunciato che il personaggio sarebbe stato doppiato in lingua originale dal famoso attore canadese Keanu Reeves (visibile all'inizio del primo film mentre interpreta Speed). La storia del terzo film (ambientata cronologicamente dopo la miniserie televisiva spin-off su Knuckles), si scopre che Shadow arrivò sulla Terra tramite un meteorite nel 1974, senza alcun ricordo sul suo passato e sulle sue origini. Sequestrato dall'esercito, il potere del Chaos di Shadow viene utilizzato per vari esperimenti condotti dal brillante professor Gerald Robotnik in una struttura militare; qui il riccio sviluppa una stretta amicizia con Maria, la giovane nipote di Gerald. Una notte, mentre Gerald, Maria e Shadow cercano di fuggire dalla struttura per impedire che il riccio nero venga portato via dall'esercito, un agente uccide accidentalmente Maria con un'esplosione. Gerald viene imprigionato e Shadow viene messo in ibernazione nell'Isola Penitenziario (Prison Island), una struttura carceraria delle G.U.N. nella baia di Tokyo. Cinquanta anni dopo, a seguito del suo risveglio, Shadow brama vendetta per la morte di Maria, e si reca a Tokyo a seminare il panico. Qui affronta e sconfigge il Team Sonic. Dopo la morte del Comandante Walters, Sonic, Tails e Knuckles si alleano inaspettatamente con il dottor Ivo Robotnik (nipote di Gerald e cugino di Maria) e l'Agente Stone. Quando Eggman ritrova suo nonno Gerald, si riunisce a lui e Shadow si unisce ai cattivi, i quali si recano a Londra per compiere la propria vendetta. Shadow aggredisce gravemente lo sceriffo Tom Wachowski (scambiandolo per il Comandante Walters in cui era solo camuffato con l'ologramma), che viene mandato in sala operatoria prima di scappare dalle G.U.N.. Il riccio blu si reca dal collega di Tom, Wade Whipple (che in quel momento aveva gli Smeraldi del Caos), e si trasforma in Super Sonic e si scaglia furiosamente addosso al suo rivale nel loro ultimo scontro in mezzo allo spazio per fargliela pagare di quello che ha fatto a Tom. Proprio quando Sonic ha la meglio su Shadow, realizza di essere stato consumato dalla vendetta e lo risparmia. Sonic racconta a Shadow della perdita della sua mentore Longclaw e insieme realizzano che il loro dolore per le persone perse è giustificato, ma il loro amore è più forte e importante della vendetta. Shadow, pentito per le sue azioni spietate, accetta di aiutarlo a fermare il Cannone Eclissi di Gerald, intenzionato a distruggere il pianeta Terra come vendetta contro l'umanità per la morte di sua nipote Maria ed entrambi si trasformano. Dopo la morte di Gerald per mano di suo nipote, alla fine Shadow e il Dr. Robotnik si sacrificano per salvare tutti. Nella scena finale dopo i titoli di coda, si scopre che il riccio nero è sopravvissuto all'esplosione mentre riprende uno dei suoi anelli. Secondo i produttori, il personaggio potrebbe apparire nei prossimi film e potrebbe anche uscire una miniserie televisiva spin-off su Paramount+ dedicata a lui.

## Accoglienza
Shadow è uno dei personaggi più popolari della serie, difatti arrivò al secondo posto in un sondaggio ufficiale di popolarità giapponese nel 2006. Nel 2011 venne nominato uno dei più grandi personaggi nella storia dei videogiochi dal Guinness World Records, assieme allo stesso Sonic. Tuttavia, Shadow si è anche rivelato controverso tra i giornalisti dei videogiochi, con alcuni che hanno criticato la sua caratterizzazione cupa e minacciosa, così come la capacità di usare armi da fuoco.
Lorenzo Fazio di Eurogamer lo ritenne uno dei personaggi che aveva alzato "l'asticella" della qualità della serie assieme a Knuckles. Un recensore di GameSource trovò tutti i personaggi presenti in Sonic Rivals 2, tra cui Shadow, come ben caratterizzati e validissimi in ogni aspetto.